# ألعاب الدول الصغيرة الأوروبية 1987
عقدت دورة ألعاب الدول الصغيرة الأوروبية الثانية في أوروبا في إمارة موناكو.

## الرياضات التي تم التنافس فيها
- ألعاب القوى.
- كرة السلة.
- ركوب الدراجات.
- الجودو.
- الرماية.
- السباحة.
- التنس.
- كرة الطائرة.
- رياضة القوة.

## جدول الميداليات
الجدول التالي يوضح عدد الميداليات التي تحصلت كليها كل دولة :
| الترتيب | منتخب      | ذهبية | فضية | برونزية | المجموع |
| ------- | ---------- | ----- | ---- | ------- | ------- |
| 1       | آيسلندا    | 27    | 14   | 7       | 48      |
| 2       | لوكسمبورغ  | 15    | 25   | 22      | 62      |
| 3       | قبرص       | 13    | 17   | 16      | 46      |
| 4       | موناكو     | 6     | 3    | 11      | 20      |
| 5       | ليختنشتاين | 3     | 1    | 6       | 10      |
| 6       | سان مارينو | 1     | 5    | 5       | 11      |
| 7       | مالطا      | 1     | 1    | 4       | 6       |
| 8       | أندورا     | 0     | 0    | 1       | 1       |